# Nasonovia compositellae
Nasonovia compositellae är en insektsart som först beskrevs av Theobald 1924.  Nasonovia compositellae ingår i släktet Nasonovia och familjen långrörsbladlöss. Arten är reproducerande i Sverige.

## Underarter
Arten delas in i följande underarter:
- N. c. compositellae
- N. c. nigra
- N. c. iberica